# Indocloeon indonesiae
Indocloeon indonesiae is een haft uit de familie Baetidae. De wetenschappelijke naam van de soort is voor het eerst geldig gepubliceerd in 2011 door Kluge.
De soort komt voor in het Oriëntaals gebied.